# Daphnella gemmulifera
Daphnella gemmulifera is een slakkensoort uit de familie van de Raphitomidae. De wetenschappelijke naam van de soort is voor het eerst geldig gepubliceerd in 1971 door McLean & Poorman.

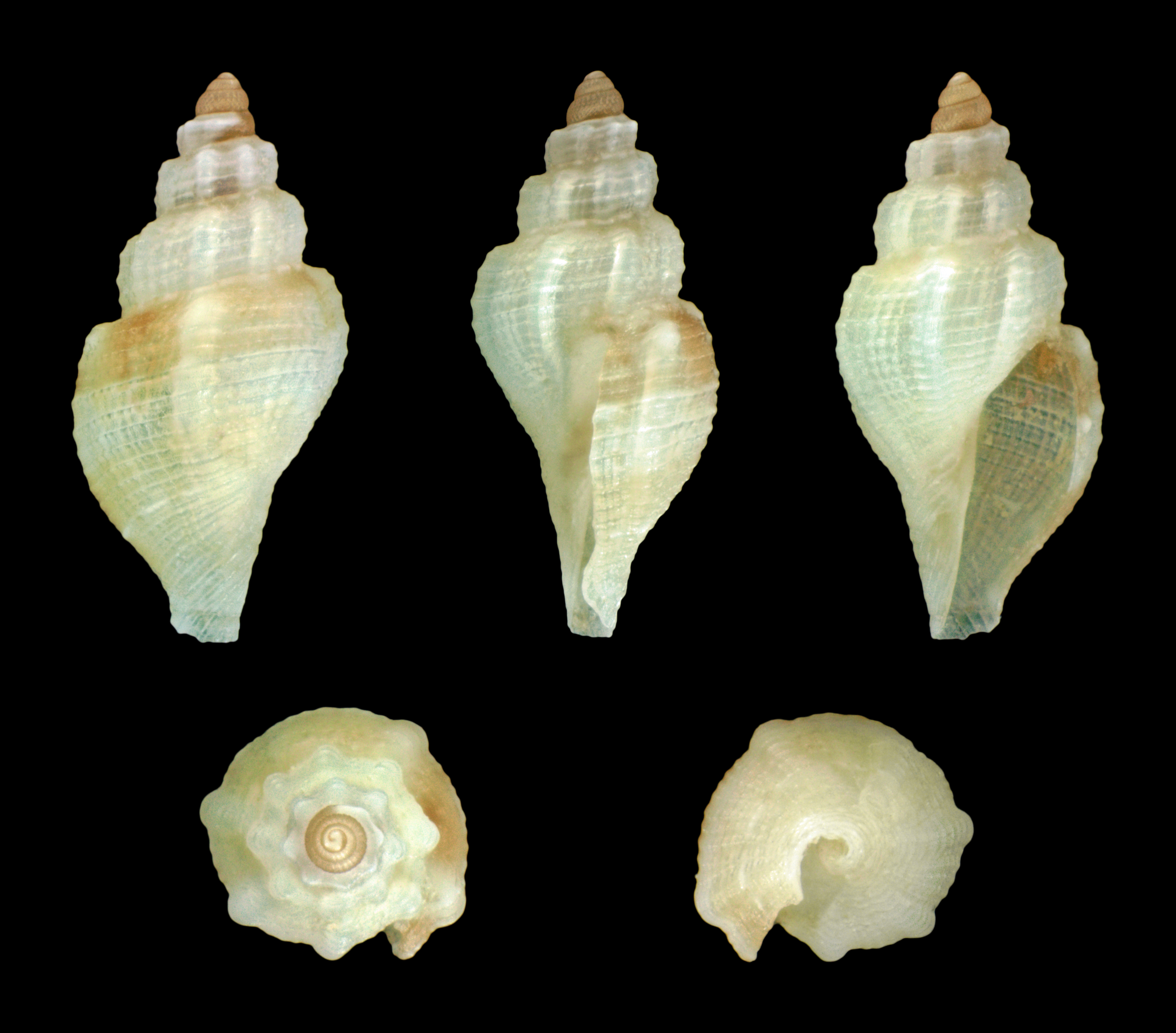
Jeugdig